# Гінсбург Мойсей Якимович
Ґінсбург Мойсей Якимович (Мес Мойсей Акивович) (19 грудня 1851, Радивилів на Волині, нині Рівненська область — 3 липня 1936, Франція) — відомий підприємець, меценат, дійсний комерційний радник.
Він був тією людиною, яких тепер називають спонсорами, меценатами або й просто благодійниками. Майже всі споруджені в Радивилові на його кошти будинки, простоявши вже близько сотні років, використовуються досі.

## Біографія
Мойсей народився 19 грудня 1851 року в містечку Радивилові в бідній єврейській сім'ї Мес. Ім'я отримав на честь діда Мойсея Менделя. Батька звали Акива. Отже — Мойсей Акивович, але за слов'янською традицією у зрілому віці його звали Мойсеєм Якимовичем. А прізвище змінив у юнацькі літа, коли в пошуках щастя опинився в Америці, — далекий родич Гінсбург підказав, що Мес по-англійському звучить погано.
У п'ять років Мойсея за звичаями того часу віддали навчатися в хедер, але інтересу до науки він зовсім не проявляв, часто втікав від своїх учителів. На велику прикрість батьків, які мріяли бачити сина вченим талмудистом. Урешті-решт вони зрозуміли, що з цією мрією доведеться попрощатися, а сина варто хоч би прилучати до торгової справи. У Радивилові громадська думка не була прихильною до перекупників, тому одинадцятирічного Мойсея відвезли до його дядька у Вінницю. Там він і почав заробляти собі на життя, як хлопчик на побігеньках.
Через два роки батьки забрали сина в Радивилів, де він деякий час відвідував народну школу. Оскільки навчання велося лише російською мовою, то мусив опанувати її. Одночасно став підзаробляти на місцевій митниці: купці й торговці, не знаючи російської мови, при заповнюванні квитанцій, фактур чи адрес стикалися з неабиякими труднощами, отож Мойсей і взяв на себе обов'язки писаря, за це щоденно отримував від 20 до 30 копійок. На ту пору це були певні гроші, які допомагали підтримувати прожитковий рівень сім'ї. Але хлопець підростав, і незабаром з'ясувалося, що йому ніде сповна проявити себе в провінційному, притиснутому до кордону Радивилові. Зібравши вузлик із харчами та одягом, вирушив на Одесу. Грошей на дорогу не мав, тому здебільшого йшов пішки, ночував у добрих людей. У Кишиневі випадково зустрів знайомого своїх батьків, і той дав трохи грошей. В Одесі мав адресу одного радивилівця, який допоміг улаштуватися писарем до старого єврея. Затим удалося потрапити на службу до іменитого купця, де зарплата вже становила 20, а то й 30 рублів на місяць.
У віці 17 років Мойсей, наслухавшись розповідей про людей, які емігрували до Америки, запалюється думкою і собі спробувати там щастя. Їде в Радивилів, прощається з батьками, адже, можливо, вже більше не судилося їх побачити. Далі були Гамбург, Ліверпуль, до Америки плив юнгою на парусному судні, подорож тривала 46 днів.
| У Нью-Йорку зустрів євреїв, і ті, як і в кожному місті, з турботою поставилися до свого юного одноплемінника. Тут уже, як було сказано, починається біографія Мойсея на прізвище Гінсбург. Працював за 6 доларів на тиждень у кравця, склив вікна. Шукав кращих заробітків у Чикаго, потім вирушив на Сан-Франциско. І тут були євреї, які підтримали. А свої гроші взявся заробляти вуличною торгівлею. За три роки зумів зібрати 90 доларів. Майже всі вони пішли на пароплавний квиток до Китаю. Так, так, Мойсей уже рвався кудись далі, в незвідані світи. Дорогою пароплав зайшов у Йокогаму, це мальовниче японське місто так сподобалося хлопцеві, що він змінив свої початкові плани і залишився в ньому. Було це в 1875 році. Завдяки тому, що тепер володів російською, англійською і німецькою мовами, дістав службу в іноземному магазині корабельних припасів. Дуже швидко справи йшли вгору, і Мойсей Гінсбург відкрив свою фірму: здобув підряд постачати всім необхідним російський кліпер «Гайдамак», який саме стояв у йокогамському порту. Згодом послугами молодого комерсанта стали користуватися й інші російські кораблі, у тому числі судна військового флоту, які знаходилися в Тихому океані. |
У 1880 році загострилися російсько-китайські відносини, на Далекий Схід прибула велика кількість суден під командуванням адмірала Лісовського, і Гінсбург постачав їх усім необхідним. У 1885 році прибула вся ескадра адмірала Крона, обслуговувати їх доручається фірмі Мойсея Якимовича. Він стає єдиним постачальником російського флоту на Тихому океані. Після того, як російська ескадра в 1898 році зайняла Порт-Артур, створює там великі склади вугілля і інших предметів першої необхідності. Доводилося фрахтувати велике число пароплавів, невдовзі в розпорядженні Гінсбурга була ціла флотилія, проте мусив діяти так, аби не привертати уваги японців. Почалася російсько-японська війна. Але гарнізон Порт-Артура не страждав від нестачі продовольства — Гінсбург був людиною завбачливою. За це його високо ставив адмірал Макаров. Для вирішення проблем постачання Мойсей Якимович бував у Петербурзі, у морського міністра Авелана. Після поразки Росії змушений був переїхати в це місто на постійне проживання. Нарешті, з'являється можливість регулярно приїздити в рідний Радивилів, де він востаннє побував у 1885 році. Про місто, про свою матір (Расю) Мойсей не забував ніколи, надходили листи із Сан-Франциско, надходили гроші з Йокогами.
І ось тепер Гінсбург жертвує на потреби Радивилова великі кошти з тим, щоб підняти його з бідності, відкрити ряд громадських установ. З'являється фабрика перламутрових ґудзиків (нині це місце на вул. О.Невського, напроти церкви). Будуються початкова школа для єврейських хлопчиків, єврейське жіноче початкове училище (кожний заклад на 100 — 150 учнів). Відкривається народна школа для місцевих українських і російських дітей (на 200 учнів), ремісниче училище — як для євреїв, так і для не євреїв. (У приміщенні колишньої народної школи нині загальноосвітній ліцей, поряд до 2007 р. стояла напівзруйнована дерев'яна будівля колишнього ремісничого училища, у колишньому приміщенні жіночого училища тепер районний будинок школяра). Старі корпуси районної лікарні теж були споруджені за участю Гінсбурга, до речі, до Першої світової війни над входом на територію лікарні висіла величезна таблиця з написом: «Земская больница имени коммерции советника Моисея Акимовича Гинсбурга». Крім цієї, була збудована єврейська лікарня, де давалася суворо ритуальна їжа. Лазня в сьогоднішньому Радивилові — це ще та сама, що теж з'явилася завдяки старанням багатого земляка. Крім того, він усіляко підтримував жителів міста, які гостро потребували допомоги, причому не лише євреїв. Благодійницькій діяльності присвятила свої похилі літа й мати. На прохання єврейської громади було збільшено кладовище, його обнесли камінною стіною, упорядкували дорогу. Немало зробив Мойсей і для єврейських громад у Петербурзі та інших містах.
Лютнева революція 1917 року змусила сім'ю Гінсбурга втікати в Японію, звідти в 1920 році вона переїхала в Париж, де Мойсей Якимович і провів решту своїх днів. І тут він, між іншим, не забував про Радивилів. Коли наприкінці 20-х років єврейська громада надумала взятися за спорудження нової синагоги замість старої, що була зруйнована під час війни, Гінсбург виділив 5000 доларів. А, коли їх забракло, дав ще 2500 доларів. Це відновлене приміщення в 50-і роки було перероблене під міський кінотеатр. У 1931 році друзі і знайомі, широка громадськість відзначили 80-річчя Гінсбурга. З цієї нагоди магістрат Радивилова присвоїв ювілярові звання почесного громадянина міста, про що й повідомив його дипломом за підписами віце-бурмістра й бурмістра. Ім'я Гінсбурга 18 квітня 1931 p. було присвоєне вулиці Кременецькій від злиття вулиць 3 Травня і Костельної до вулиці 11 Листопада (нині — це відтинок вул. Кременецької, на якій розташовані редакція газети, райвідділ статистики, два п'ятиповерхових житлових будинки тощо).
З нагоди ювілею була підготовлена до друку і в 1933 році в Парижі видрукувана книжка «Моисей Акимович Гинсбург. Его жизнь и деятельность. С предисловием Г. Б. Слиозберга. Издание кружка друзей М. А. Гинсбурга». У книжці — 11 фотографій з видами Радивилова. Уміщені також фотокопії згаданого диплома і офіційного повідомлення влади Радивилова про присвоєння імені Мойсея Ґінсбурга одній з вулиць.
Помер Мойсей Якимович у Франції 3 липня 1936 року.